# David Mateos
David Mateos Ramajo, född 22 april 1987, är en spansk fotbollsspelare som från Real Madrid Castilla-lag och blev uppflyttad till Real Madrids A-lag i augusti 2010.

## Nämnvärda meriter

### Real Madrid
- Copa del Rey: 2010/2011